# Ernesto Ledesma
Ernesto Ledesma, vollständiger Name Ernesto Sebastián Ledesma, (* 23. Oktober 1930; † 19. Januar 2011) war ein uruguayischer Fußballspieler und Trainer.

## Karriere

### Als Spieler
Der „Cholo“ genannte Offensivakteur Ledesma, dessen Position auf dem Spielfeld als die eines „Achters“ nach altem Spielsystem angegeben wird, begann seine fußballerische Laufbahn in Reihen Danubios. Sodann wechselte er 1953 zu Peñarol Montevideo, wo er zunächst in der Reserve zum Einsatz kam. Ledesma spielte Ende der 1950er Jahre (die zeitliche Einordnung ist aufgrund der abweichenden Quellenlage nicht sicher möglich) bei Universidad de Chile und Portugesa. Sodann gehörte er von 1960 bis 1961 und – lediglich unterbrochen durch ein zwischenliegendes Engagement bei den Montevideo Wanderers – erneut 1964 bis 1966 dem Kader Peñarols in der Primera División an, das in jenen Jahren von den Trainern Roberto Scarone und Roque Máspoli betreut wurde. 1960, 1961, 1964 und 1965 gewann er mit den Aurinegros vier Landesmeistertitel. Ebenfalls 1960 und 1961 sicherte Ledesma sich mit seinem Verein die Trophäe in der seinerzeit noch als Copa Campeones de América bezeichneten Copa Libertadores. Ledesma kam dabei 1960 in beiden Finalspielen gegen Paraguays Vertreter Club Olimpia allerdings nicht zum Einsatz. In den Endspielen des Folgejahres gegen Palmeiras São Paulo absolvierte er jedoch beide Partien. Als weiterer Titelgewinn des Jahres 1961 ist zudem der Sieg im Weltpokal verzeichnet. Ledesma bestritt sowohl Hin-, Rück- und Entscheidungsspiel gegen Benfica Lissabon. 1965 stand für Peñarol erneut die Teilnahme an den Finalspielen der Copa Libertadores an, in denen der uruguayische Klub dieses Mal aber dem argentinischen Vertreter CA Independiente letztlich die Trophäe überlassen musste. Ledesma lief dabei in allen drei Finalspielen von Beginn an auf. Bei den beiden Titelgewinnen der Copa Libertadores und des Weltpokals des Jahres 1966 wirkte er in den Endspielen ebenfalls nicht mit. Ledesma beendete seine Karriere schließlich im Jahre 1966 nach einer Vielzahl von Verletzungen.

### Als Trainer
Nach der aktiven Karriere hatte er kurzzeitig 1969 das Traineramt bei Peñarol inne. Zunächst als Assistenztrainer bei den Aurinegros tätig, übernahm er am 31. Mai 1969 nach dem Rücktritt von Rafael Milans interimsweise die Cheftrainerrolle. Am 28. Juli 1969 wurde er allerdings durch Oswaldo Brandão abgelöst. Zudem fungierte er später als Spielerberater.

## Erfolge
- Weltpokal: 1961
- Copa Libertadores: 1960, 1961
- Uruguayischer Meister: 1960, 1961, 1964, 1965